# Hugo Guerra
Hugo Guerra, vollständiger Name Hugo Romeo Guerra Cabrera, (* 18. März 1966 in Canelones (Uruguay); † 11. Mai 2018 in Arrecifes, Argentinien) war ein uruguayischer Fußballspieler.

## Spielerkarriere

### Verein
Der 1,86 Meter große „Camello“ genannte Offensivakteur Guerra stand zu Beginn seiner Karriere von 1982 bis 1983 beim Club Atlético Peñarol, 1984 beim uruguayischen Zweitligisten Colón FC in der Segunda División und 1985 bei El Tanque Sisley unter Vertrag. Sodann spielte er von 1986 bis 1989 für Nacional Montevideo in der Primera División. Die Bolsos gewannen in diesem Zeitraum 1988 die Copa Libertadores und den Weltpokal sowie 1989 die Copa Interamericana und die Recopa Sudamericana. Von 1991 bis 1994 bestritt er 96 Spiele für den argentinischen Klub Gimnasia y Esgrima La Plata, dem er sich 1990 angeschlossen hatte. Dabei erzielte er 28 Treffer. In der Spielzeit 1994/95 absolvierte er sieben Partien für den mexikanischen Verein Toluca, traf aber nicht ins gegnerische Tor. In Apertura 1995 und Clausura 1996 folgten 37 Einsätze und 15 Tore für Club Atlético Huracán. In der Apertura 1996 bestritt er zwölf Spiele für die Boca Juniors und traf fünfmal. In Clausura 1997, Apertura 1997 und Clausura 1998 lief er erneut für den Club Atlético Huracán auf. Die Einsatzstatistik weist für diesen Zeitraum 43 Spiele und neun Tore für Guerra aus. In Apertura 1998 und Clausura 1999 stehen 29 Ligaeinsätze und sechs Tore bei Ferro Carril Oeste für ihn zu Buche. Almirante Brown in den Spielzeiten 1999/2000 und 2000/01, Atlético Tucumán ebenfalls in der Saison 2000/01 (20 Spiele, ein Tor) und Tiro Federal von 2002/03 bis in die Clausura 2004 waren seine weiteren Karrierestationen. Am Karriereende spielte er noch für Juventud de Pergamino und Unión Apeadero de Saladillo im Torneo Argentino C sowie bei Defensores de Salto im Torneo Argentino. Die aktive Laufbahn beendete er 2006.

### Nationalmannschaft
1986 nahm Guerra mit der uruguayischen Auswahl an den Südamerikaspielen 1986 in Chile teil. Er war auch Mitglied der A-Nationalmannschaft seines Heimatlandes. Von seinem Debüt am 30. April 1992 bis zu seinem letzten Einsatz am 26. Juni 1993 absolvierte er acht Länderspiele, in denen er insgesamt einen Treffer erzielte. Bei der Copa América 1993 war er Teil des uruguayischen Aufgebots und wurde im Verlauf des Turniers dreimal eingesetzt.

## Trainerlaufbahn
Guerra wirkte nach seiner aktiven Karriere mindestens im Jahr 2007 als Trainer des Club Sports Salto.